# Saint-Nizier-le-Bouchoux
Saint-Nizier-le-Bouchoux is een gemeente in het Franse departement Ain (regio Auvergne-Rhône-Alpes) en telt 713 inwoners (2005). De plaats maakt deel uit van het arrondissement Bourg-en-Bresse.

## Geografie
De oppervlakte van Saint-Nizier-le-Bouchoux bedraagt 28,4 km², de bevolkingsdichtheid is 25,1 inwoners per km².
De onderstaande kaart toont de ligging van Saint-Nizier-le-Bouchoux met de belangrijkste infrastructuur en aangrenzende gemeenten.

## Demografie
Onderstaande figuur toont het verloop van het inwonertal (bron: INSEE-tellingen).

Vanwege een beveiligingsprobleem met de MediaWiki Graph-software is het momenteel niet mogelijk deze grafiek weer te geven. Zodra de software is bijgewerkt zal de grafiek vanzelf weer zichtbaar worden.